# Jan (voornaam)
De voornaam Jan is een veel voorkomende mannelijke naam in Nederland, Duitsland, Vlaanderen, Tsjechië, Polen, en Scandinavië. De naam komt van Johannes, een naam die in het Nieuwe Testament van de Bijbel vaak voorkomt. De naam Johannes is op zijn beurt de Griekse vorm van het Hebreeuwse Jochanan, wat "God is barmhartig" betekent.

## Varianten
Andere Nederlandse vormen zijn: Johan, Hans, Han, Jannes.
Vrouwelijke vormen zijn Janneke, Jannie, Jans, Jansje, Jantje, Jannetje, Janna. Eveneens van Johannes afgeleid zijn Johanna, Hanna, Jo en Joke.
In het buitenland worden varianten van deze naam gebruikt:
- Frans Jean en Jehan, vrouwelijk Jeanet, Jeanne, Jehanne en Jeanette
- Engels John, Owen of Ian, vrouwelijk Jean, Johan en ook wel Jan
- Duits Johann, Hans, Hannes
- Spaans Juan ([χwaː(n)])
- Italiaans Giovanni of Gian
- Gaelisch Seán, Eoin
- Portugees João
- Slavische talen Ivan
- Grieks Yannis of Yanis

Als het om een kind gaat, of de persoon in kwestie (erg) klein is, dan wordt er vaak -tje achter de naam gebruikt, dus "Jantje". "Jantje" kan ook een meisjesnaam zijn. Het komt bij meer namen voor dat de verkleinvorm als meisjesnaam wordt gebruikt. 
In de Verenigde Staten is Jan een meisjesnaam (afkorting van Janice of Janet).

## Afleidingen
Deze typische Nederlandse voornaam is waarschijnlijk ook de helft van de oorsprong van het Amerikaanse woord Yankee. Ooit was New York een Nederlandse kolonie en na het "ruilen" van de stad met de Britten voor het behoud van de andere Amerikaanse kolonies waaronder Suriname, Guyana, Noord-Brazilië en de Antillen bleven er veel Nederlanders achter. De voornamen Jan en Kees waren zo typisch dat de nieuwe eigenaars, de Britten, de oorspronkelijk bewoners "Jan-Kees" noemden, een naam die in latere tijd is verbasterd tot Yankee. Na de Amerikaanse Burgeroorlog kreeg de naam een bredere betekenis als naam voor alle mensen in de noordelijke staten. Dankzij de Engelsen werd het tijdens en na de Tweede Wereldoorlog in het buitenland een naam voor alle Amerikanen.

## Spreekwoordelijke Jannen
Jan wordt/werd door veel Nederlanders als een typische voornaam voor een Nederlandse man gezien. (In België denkt men daar anders over: daar heten Nederlandse mannen bij voorkeur Kees.) Er komen daarom diverse spreekwoordelijke Jannen in het Nederlands voor, elk met hun typerende achternaam:
- Jan en alleman - Iedereen
- Jantje Beton - Een kind dat opgroeit in een drukke stad, zonder speelmogelijkheden. (Ook een benaming voor de gelijknamige stichting)
- Jan Boezeroen - De Arbeider. Arbeiders waren toen de uitdrukking ontstond, herkenbaar aan hun boezeroen (een korte kiel met lange mouwen zonder kraag).
- Jan Contant - Iemand die altijd contant betaalt. Meestal gebruikt in de uitdrukking: Het is hier Jantje Contantje (hier moet je contant betalen.)
- Jan de Lichte - boef, bendeleider; naar een roman van Louis Paul Boon.
- Jan doedel; Jan joker; Jan jurk; Jan lul, Jan gat, Jan hen - Sukkel.
  - Jan lul wordt ook wel eufemistisch Jan met de korte achternaam genoemd.
- Janhagel - gepeupel, ruw volk, zeelieden.
- Janklaassen - houterig, inhoudsloos persoon.
- Jan kordaat - Volgens E.J. Potgieter: een dappere kerel. De tegenpool van jan salie.
- Jantje-van-leiden - In de uitdrukking: zich met een jantje-van-leiden ervan afmaken (er met de pet naar gooien c.q. smoesjes verkopen). Naar Jan Beukelszoon van Leiden (1509-1536), die als een bedrieger werd beschouwd.
- Jan-met-de-pet - De gewone man. In Engeland: The man in the street ("de man in de straat"); The man on the Clapham omnibus ("de man in de bus naar Clapham").
- Jantje lacht, jantje huilt - waarmee vaak een wispelturig kind wordt aangeduid.
- Jan lul - Bargoens voor iemand die voor gek staat, of in de context hij doet iets voor jan lul: handelingen verrichten die hun doel niet bereiken.
- Jan-met-de-korte-achternaam - Eufemisme voor jan lul, zie aldaar.
- Jan Modaal - Iemand met een modaal inkomen. In Duitsland: Otto Normalverbraucher. In de Verenigde Staten: Joe Sixpack.
- Ome Jan: De bank van lening of lommerd.
- Jan Rap en zijn maat - Achterbuurtvolk of asocialen. Mogelijk afkomstig van rapaille. Bredero voerde al een Jan Rap op in Klucht van een huysman en een barbier. P.A. De Genestet gebruikte de term voor iemand die volgens hem al te snel/rap nieuwe wetenschappelijke inzichten omarmt ten koste van religieuze opvattingen. Het laatste couplet van zijn gedicht "Jan Rap" in de bundel Leekedichtjens, Rijmen en Dichten, zoo oude als nieuwe uit 1860 begint met de woorden: Jan Rap is zeer vrijzinnig, zeer! / Lichtzinnig, wel te weten: / Zoo zijn er - ja! zoo zijn er meer, / Die liberaal zich heeten!. Yvonne Keuls hield de uitdrukking levend door de uitdrukking in 1977 als titel voor een boek te gebruiken. Met betrekking tot de omstreden Nederlandse politicus Hans Janmaat werd in de jaren 1980 ook wel de uitdrukking Janmaat en zijn rap gebruikt.
- Jan salie - Lamlendig persoon. Van W.D. Hooft verscheen in 1622 De klucht van Jan Saly. E.J. Potgieter maakte de uitdrukking in 1841 opnieuw populair door zijn boek Jan, Jannetje en hun jongste kind. De lamlendigheid van een volgende generatie wordt sindsdien vaak aangeduid als jansaliegeest; inmiddels zijn verwijten als patatgeneratie echter populairder. Mogelijke herkomst: saliemelk was melk waarin saliebladeren waren geweekt. Het werd gedronken door kinderen; "echte" mannen dronken bier.
- Jantje van Sluis, het beeldje van een klokkeman uit Sluis
- Jan Splinter - Iemand die tot de echte minima behoort. Vanaf 1561 komen er in Nederlandse geschriften al uiteenlopende Jan Splinters voor. De uitdrukking zo komt Jan Splinter door de winter betekende oorspronkelijk: zo los je een probleem op. In december 1982 gebruikte het Tweede Kamerlid Marcel van Dam de woorden in een Kamerdebat met minister-president Ruud Lubbers. De cynische draai die Van Dam aan het spreekwoord gaf bleef hangen. De betekenis veranderde in: de laagstbetaalden trekken altijd aan het kortste eind.
- Jan-stavast, de tegenpool van jan salie
- Jan Steen - Een huishouden van Jan Steen wil zeggen dat het een puinhoop is. De schilder Jan Steen stond namelijk bekend om zijn schilderijen van chaotische huishoudens.
- Jantje secuur - iemand die alles even nauwgezet, precies of pietluttig doet.
- Hij is boven Jan - Hij heeft de problemen opgelost.
- jongens van Jan de Witt - aanduiding voor flinke mensen; mensen op wie je kunt bouwen en die de handen uit de mouwen steken.[2]

## Bekende Jannen

### Heersers
- Jan de Blinde (1296-1346), koning van Bohemen en graaf van Luxemburg (1310-1346)
- Jan van Bourgondië (1404/1410-1479), bisschop van Kamerijk, 1439-1479
- Juan van Oostenrijk (1547-1578), Spaans legerleider en landvoogd van de Nederlanden, 1576-1578
- Jan zonder Vrees (1371-1419), hertog van Bourgondië en graaf van Vlaanderen en Artesië, 1404-1419

Hertogen van Brabant en Limburg
- Jan I (1254-1294), 1267-1294, van Limburg vanaf 1288
- Jan II de Vreedzame (1275-1312), 1294-1312
- Jan III (1300-1355), 1312-1355
- Jan IV (1403-1427), 1415-1427

Engeland
- Jan zonder Land (1167-1216), koning van Engeland, 1199-1216
- Jan van Gent (1340-1399), hertog van Aquitanië, 1362-1375

Frankrijk
- Jan I (1316), kroonprins
- Jan II (1319-1364), koning van Frankrijk, 1350-1364

Graven van Henegouwen, Holland en Zeeland
- Jan van Avesnes (1218-1257), graaf van Henegouwen, 1250-1257
- Jan I van Holland (1284-1299), graaf van Holland, 1296-1299
- Jan II van Avesnes (ca. 1248-1304), (als Jan I) graaf van Henegouwen, 1280-1304, (als Jan II) graaf van Holland en Zeeland, 1299-1304

Prins-bisschoppen van Luik
- Johannes Agnus, 623-629
- Jan van Rummen (na 1188-1238), 1229-1238
- Jan van Edingen (?-1281), 1274-1281
- Jan van Vlaanderen (ca. 1250-1291), 1282-1291
- Jan van Arkel (1314-1378), 1364-1378, tevens bisschop van Utrecht, 1342-1364
- Jan van Beieren 'zonder Genade' (ca. 1374-1425), 1389-1418
- Jan van Wallenrodt (?-1419), 1418-1419
- Jan van Heinsberg (ca. 1396-1459), 1419-1455
- Jan van Horne (1450-1505), 1483-1505
- Johan Lodewijk van Elderen (1620-1694), 1688-1694
- Johan Theodoor van Beieren (1703-1763), 1744-1763
- Jean-Évangéliste Zäpfel (1736-1808), als bisschop, 1802-1808

(mark)graven van Namen
- Jan I (1267-1330), 1305-1330
- Jan II (1311-1335), 1330-1335
- Jan III (?-1429), 1418-1429

Graven van Nassau
- Jan I van Nassau-Siegen (1339-1416), 1350/51-1416
- Jan II "met de Helm" van Nassau-Siegen (?-1443), 1416-1443, samen met Adolf I, Engelbrecht I en J(oh)an III
- Jan III "de Jongere" van Nassau-Siegen (?-1430), 1416-1430, samen met Adolf I, J(oh)an II en Engelbrecht I
- Jan IV van Nassau-Siegen (1410-1475), 1442-1475, samen met Hendrik II
- Jan V van Nassau-Siegen (1455-1516), 1475-1516
- Jan VI "de Oude" van Nassau-Siegen (1536-1606), 1559-1606
- Jan VII "de Middelste" van Nassau-Siegen (1561-1623), 1606-1623
- Jan VIII "de Jongere" van Nassau-Siegen (1583-1638), 1623-1638

Zie voor de overige graven van Nassau met de voornaam Jan: Jan van Nassau
Heersers van Spanje
- Juan de Borbón (1913-1993), infante van Spanje
- Juan Carlos I van Spanje (1938), koning van Spanje, 1975-2014

Bisschoppen van Utrecht
- Jan I van Nassau (ca. 1230-1309), 1267-1290, elect
- Jan II van Sierck (?-1305), 1291-1296
- Jan III van Diest (?-1340), 1322-1340
- Jan IV van Arkel (1314-1378), 1342-1364, tevens prins-bisschop van Luik
- Jan V van Virneburg (?-1371), 1364-1371, tevens bisschop van Münster
- Jan VI van Bruhesen (1527-1600), 1592-1600
- Johannes van Neercassel (1625-1686), 1663-1686
- Johannes van Bijlevelt (1671/2-1727), 1717-1727
- Joannes Antonius Maggiora (??), 1775-1776
- Joannes Zwijsen (1794-1877), 1853-1868
- Joannes Jansen (1868-1936), 1930-1936
- Johannes de Jong (1885-1955), 1936-1955
- Johannes Willebrands (1909-2006), 1975-1983

(Leen)heren Van Arkel
- Jan I (ca. 990-1034), ook van Heukelom, ?-1034, eerste generatie
- Jan II (ca. 1010-1077), 1034-?
- Jan III (?-1115/8), ? - 1115/8
- Jan IV (ca. 1085-1143), 1115/8-?
- Jan V (ca. 1105-?),
- Jan VI (?-1227), ?-1227
- Jan VII (?-1234), ?-1234
- Jan I (VIII) De Sterke (ca. 1233-1272), 1253-1272, tweede generatie
- Jan II (IX) (?-1297), 1269-1297
- Jan III (X) (ca. 1280-1324), 1297-1324
- Jan IV (XI) (?-1360), 1326-1360
- Jan V (XII) (1362-1428), tevens ambachtsheer van Haastrecht en Hagestein en stadhouder van Holland, Zeeland en Friesland, 1396-1412

### Sporters
- Jan Vertonghen (1987), Belgisch voetballer voor Tottenham Hotspur en het nationale elftal
- Jan Ceulemans (1957), Belgisch voetballer
- Jan Eriksson (1967), Zweeds voetballer
- Jan Furtok (1962), Pools voetballer
- Jan Huisjes (1951), Nederlands wielrenner
- Jan Jansen (1945), Nederlands baanwielrenner
- Jan Janssen (1940), Nederlands wielrenner
- Jan Karaś (1959), Pools voetballer
- Jan Knippenberg (1948-1995), Nederlands ultraloper
- Ján Kocian (1958), Slowaaks voetballer en voetbaltrainer
- Jan Kromkamp (1980), Nederlands voetballer
- Jan Lammers (1956), Nederlands autocoureur
- Jan Mulder (1945) Nederlands voetballer en columnist
- Jan Raas (1952), Nederlands wielrenner
- Jan Rem (1929-2014), Nederlands atleet
- Jan Smeekens (1987), Nederlands schaatser
- Jan Ullrich (1973), Duits wielrenner
- Jan Urban (1962), Pools voetballer en voetbalcoach
- Jan Vennegoor of Hesselink (1978), Nederlands voetballer
- Jan de Vries (1944), Nederlands motorcoureur
- Jan Wouters (1960), Nederlands voetballer en voetbaltrainer
- Jan Oblak (1993), Sloveense voetballer /doelman

### Overige personen

#### Jan
- Jan Tjittes Piebenga (1910-1965), Nederlands schrijver en journalist
- Jan Versteegh (1985), Nederlands televisiepresentator
- Jan Kooijman (1981), Nederlands acteur, presentator en danser
- Jan Akkerman (1946), Nederlands gitarist
- Jan Blokker (1927-2010), Nederlands schrijver, journalist en columnist
- Jan Boezeroen (1933), artiestennaam van een Nederlandse zanger
- Jan Bucquoy (1945), Belgisch filmregisseur en auteur
- Jan Pieterszoon Coen (1587-1629), Nederlands koopman en commandeur en gouverneur-generaal van de VOC (Nederlands-Indië)
- Jan Amos Comenius (1592-1670), Tsjechisch filosoof, theoloog en pedagoog
- Jan Fabre (1958), Vlaams kunstenaar
- Jan van Goyen (1596-1656), Nederlands landschapsschilder
- Jan Hammer (1948), Tsjechisch-Amerikaans componist en muzikant
- Jan Hoet (1936), gewezen conservator, curator en daarbij stichter, bezieler en animator van het Stedelijk Museum voor Actuele Kunst (SMAK) in Gent
- Jan Huygen van Linschoten (ca. 1563-1611), Nederlandse koopman en ontdekkingsreiziger, naar wie mogelijk het liedje Jan Huigen in de ton verwijst
- Jan Kruis (1933–2017), Nederlands striptekenaar
- Jan Marijnissen (1952), Nederlands politicus (SP)
- Jan Meerman (1955), Nederlandse bioloog
- Jan van Mersbergen (1971), Nederlands Schrijver
- Jan Naaijkens (1919), Nederlands schrijver
- Jan Nepomnjasjtsjii (1990), Russisch schaker
- Jan Gerard Palm (1831-1906), Nederlands-Curaçaos componist
- Jan Palach (1948-1969), Tsjechisch student en politiek activist (zelfverbrander als kritiek op Russische inval na Praagse Lente)
- Jan Paparazzi (1963), pseudoniem van Jan Zwart, Nederlands sidekick (tv-programma Jensen)
- Jan Pronk (1940), Nederlands politicus (PvdA)
- Jan Roos (1896-1979), pseudoniem van Jan de Roos, Nederlands (Groninger) straatartiest
- Jan Roos (1977), Nederlands mediapersoonlijkheid, youtuber en columnist
- Jan Rot (1957-2022), Nederlands zanger en tekstdichter
- Jan Segers (1929), Belgisch componist, muziekpedagoog en dirigent
- Jan Siebelink (1938), Nederlands schrijver en essayist
- Jan Slagter (1954), Nederlands omroepbestuurder en televisiepresentator
- Jan Sloot (1945?-1999), Nederlands uitvinder
- Jan Smit (1985), Nederlands popzanger en televisiepresentator
- Jan Steen (1625/6-1679), Nederlands kunstschilder
- Jan Terlouw (1931-2025), Nederlands fysicus, schrijver en politicus (D66)
- Jan Tinbergen (1903-1994), Nederlands econoom en econometrist
- Jan Tuijp (1948), Nederlands basgitarist (BZN)
- Jan Vayne (1966), Nederlands pianist
- Jan Veldkamp (1868-1946), samensteller van liedboek Kun je nog zingen, zing dan mee
- Jan Weissenbruch (1822-1880), Nederlands stadshoekjesschilder (Haagse School)
- Jan Wolkers (1925-2007), Nederlands schrijver, schilder en beeldhouwer
- Jan Peter Balkenende (1956), Nederlands politicus (CDA) en minister-president
- Jan Pieterszoon Sweelinck (1562-1621), Nederlands componist, organist, klavecinist, muziekpedagoog, muziekorganisator en ensembleleider
- Jan de Hartog (1914-2002), Nederlands romanschrijver
- Jan de Quay (1901-1985), Nederlands politicus (KVP) en minister-president
- Jan ter Laak (1938-2009), Nederlands theoloog, priester en vredesactivist
- Jan van Barneveld (1936-2022), Nederlands christelijk schrijver en spreker
- Jan van Eyck (ca. 1390-1441), Vlaams kunstschilder (Vlaamse Primitieven)
- Jan van Ruusbroec (1293-1381), Zuid-Nederlands mystiek schrijver en heilige
- Jan van Schaffelaar (?-1482), Kabeljauws ruiteraanvoerder (sprong mogelijk van de toren van Barneveld)
- Jan van Speijk (1802-1831), Nederlands kanonneerbootcommandant (blies zijn schip op)
- Jan van Westenbrugge (1948), Nederlands organist en componist

#### Juan
- Juan Castillo (1970), Chileens voetballer
- Juan Hidalgo (1614-1685), Spaans componist en harpist
- Juan Tizol (1900-1984), Amerikaans jazztrombonist
- Juan de Garay (1528-1583), Baskisch-Spaans ontdekkingsreiziger en conquistador
- Juan de Oñate (ca. 1550-1626), Spaans koloniaal leider (Verenigde Staten)
- Juan Ruiz de Alarcón y Mendoza (1581?-1639), Mexicaans-Spaans toneelschrijver
- Juan Belmonte (1892-1962), Spaans stierenvechter (beschouwd als grootste matador aller tijden)
- Juan Bosch (1909-2001), Dominicaans politicus (PRD/PLD), historicus, schrijver en president van de Dominicaanse Republiek (1963)
- Juan Gris (1887-1927), Spaans kunstschilder (verwant aan kubisme)
- Juan Guas (?-ca. 1496), Frans kunstenaar en architect (Isabellijnse gotiek)
- Juan Muñoz (1953-2001), Spaans beeldhouwer
- Juan Manuel van Peñafiel (1282-1348), Spaans edelman en schrijver
- Juan Martínez Montañés (1568-1649), 'De God van het Hout', Spaans beeldhouwer
- Juan Sánchez Cotán (1560-1627), Spaans schilder (barok, realisme)
- Juan de Borgoña (ca. 1470-1534), Spaans schilder (hoog-renaissance)
- Juan de Dios = Johannes de Deo (Portugees: João Cidade; 1495-1550), Portugees-Spaans slavenopzichter, herder, soldaat, rentmeester en stichter van de orde van Hospitaalbroeders van Sint-Johannes de Deo
- Juan de Flandes (ca. 1465-1519), Spaans schilder (renaissance)
- Juan de Joanes = Vicente Juan Masip (ca. 1500-1579), Spaans schilder
- Juan de Herrera (1530-1593), Spaans architect, wiskundige en landmeter (Spaanse Renaissance)
- Juan de Valdés Leal (1622-1690), Spaans schilder (barok)
- Juan de Villanueva (1739-1811), Spaans architect (Spaans neoclassicisme; Prado)
- Juan de la Cruz/Juan de Yepes = Johannes van het Kruis (1542-1591), Spaans heilige, mystiek dichter en kerkleraar
- Juan Cuadrado (1988), Colombiaans voetballer voor Juventus en het nationale elftal

#### Jeanette
- Jeanette Dimech

#### Yanis
- Yanis Varoufakis (1961), Grieks econoom, minister van financiën

### Fictieve personen
- Jan Klaassen (pop), een van de hoofdpersonages in het Nederlandse poppenkastspel Jan Klaassen en Katrijn
- Don Juan (Tenorio), legendarisch vrouwenversierder

## Overig
- Koning Jan (toneelstuk) toneelstuk
- Jan Mayen, eiland in de Noordelijke IJszee, vernoemd naar Jan Jacobs May van Schellinkhout (eind 17e/begin 18e eeuw)
- jan-van-gent, vogel
- Juan-dynastie = Yuan-dynastie (1279-1368), Chinese dynastie

- Jan
- Jan, Jans en de kinderen
- Jan-Albert De Bondt
- Jan-Are Larsen
- Jan-Arie van der Heijden
- Jan-August Van Calster
- Jan-Baptist
- Jan-Baptist Abbeloos
- Jan-Baptist Baude
- Jan-Baptist Bonnecroy
- Jan-Baptist Daveloose
- Jan-Baptist De Neve
- Jan-Baptist De Noter
- Jan-Baptist De Pape
- Jan-Baptist Dienberghe
- Jan-Baptist Hofman
- Jan-Baptist Jozef Walgrave
- Jan-Baptist Onraet
- Jan-Baptist Poukens
- Jan-Baptist Rombauts
- Jan-Baptist Sophie
- Jan-Baptist Van Acker
- Jan-Baptist Vanderelst
- Jan-Baptist Xavery
- Jan-Baptist de Gheldere
- Jan-Baptist van Ryswyck
- Jan-Bart
- Jan-Bart De Muelenaere
- Jan-Carel Koster
- Jan-Carl Raspe
- Jan-Carlo Simić
- Jan-Dirk Paarlberg
- Jan-Emmanuel De Neve
- Jan-Frans Cantré
- Jan-Frans Eliaerts
- Jan-Frans Mulder
- Jan-Geert Wagenaar
- Jan-Hein Arens
- Jan-Hein Kuijpers
- Jan-Hein Strop
- Jan-Hendrik Becking
- Jan-Hendrik Bormans
- Jan-Henk Gerritse
- Jan-Hermen de Bruijn
- Jan-Ingwer Callsen-Bracker
- Jan-Jaap de Haan
- Jan-Jacob Gailliard
- Jan-Jacques Lambin
- Jan-Kees Emmer
- Jan-Kees Goet
- Jan-Kees Wiebenga
- Jan-Krzysztof Duda
- Jan-Lennard Struff
- Jan-Lodewijk Baeckelmans
- Jan-Marco Montag
- Jan-Michael Gambill
- Jan-Michael Vincent
- Jan-Michiel Hessels
- Jan-Nico Appelman
- Jan-Niklaas Devillé
- Jan-Niklas Beste
- Jan-Ove Waldner
- Jan-Paul Buijs
- Jan-Paul Saeijs
- Jan-Peter Tewes
- Jan-Peter van Opheusden
- Jan-Philipp Rabente
- Jan-Pieter Cassiers
- Jan-Pieter De Nayer
- Jan-Pieter Martens
- Jan-Pieter Suremont
- Jan-Robert Calloigne
- Jan-Werner Müller
- Jan-Willem Anker
- Jan-Willem Bertens
- Jan-Willem Buissant
- Jan-Willem Gabriëls
- Jan-Willem Hofkes
- Jan-Willem Janssen
- Jan-Willem Roodbeen
- Jan-Willem Rosier
- Jan-Willem Rozenboom
- Jan-Willem Schut
- Jan-Willem Staman
- Jan-Willem Start Op!
- Jan-Willem Tesselaar
- Jan-Willem Veening
- Jan-Willem van Erven Dorens
- Jan-Willem van Ewijk
- Jan-Willem van Hoof
- Jan-Willem van Oldeneel
- Jan-Willem van Schip
- Jan-Willem van Waning
- Jan-Willem van Woudenberg
- Jan-van-Ruusbroeckollege
- Jan-van-gent
- JanIsDeMan
- JanSport
- Jan & Dean
- Jan & Kjeld
- Jan & Zwaan
- Jan 't Lam
- Jan (voornaam)
- Jan A.P. Kaczmarek
- Jan A. Niemeijer
- Jan Aalbers
- Jan Aalberts
- Jan Aantjes
- Jan Abel Adriaan Waldorp
- Jan Abel Wassenbergh
- Jan Abels Tak
- Jan Abraham Rudolph Kymmell
- Jan Abrahamse
- Jan Abrahamsz. Beerstraaten
- Jan Abramov
- Jan Achterstraat
- Jan Achttienribbe-Buijs
- Jan Ackersdijck
- Jan Adam Kruseman
- Jan Adam Nijholt
- Jan Adam Zandleven
- Jan Adolf Grutterink
- Jan Adolf Hillebrand
- Jan Adornes
- Jan Adornes, geboren de la Coste
- Jan Adornes (kanunnik)
- Jan Adriaan Joost Sloet tot Oldhuis
- Jan Adriaan Kant
- Jan Adriaan van Zuylen van Nijevelt
- Jan Adriaanszoon Leeghwater
- Jan Adriaensens
- Jan Adriaensz. van Staveren
- Jan Adrianus de Bas
- Jan Adrianus den Ouden
- Jan Aelberts
- Jan Aelen
- Jan Aelman
- Jan Aernout Anne Hendrik de Beaufort
- Jan Aernout van der Does de Willebois
- Jan Aernts woninge van Bennebroek
- Jan Agema
- Jan Akkerman
- Jan Akkerman (album)
- Jan Akkersdijk
- Jan Albarda
- Jan Albers
- Jan Albert Engelchor
- Jan Albert Sichterman
- Jan Albert Versteeg
- Jan Albert Wasa
- Jan Albert Willinge
- Jan Albert de Grave
- Jan Albert de Weerd
- Jan Alberts Meursinge
- Jan Albertsz Rotius
- Jan Albertsz van Dam
- Jan Albertus Rispens
- Jan Albertus Wijn
- Jan Albertus van Zelm van Eldik
- Jan Albregt
- Jan Aleksander Lipski
- Jan Alensoon
- Jan Aler
- Jan Alexander Hohmann
- Jan Alexander van Geen
- Jan Alfons Keustermans
- Jan Aling
- Jan Alingh
- Jan Alingh (1702-1784)
- Jan Alingh (1767-1841)
- Jan Alingh (1792-1868)
- Jan Allan
- Jan Alma
- Jan Alouisius Lambertus Maria Loeff
- Jan Altink
- Jan Altinkbrug
- Jan Amos Comenius
- Jan Andel
- Jan Andreas Dieteren
- Jan Andreas Verhoeff
- Jan Andries de Nooij
- Jan Andries vander Mersch
- Jan Andriesse
- Jan Andriessen
- Jan Andriesz Cloeting
- Jan Andrzej de Valentinis
- Jan Ankerman
- Jan Ankerman (hockeyer)
- Jan Ankerman (politicus)
- Jan Anne Beijerinck
- Jan Anne Beijerinckgemaal
- Jan Anne Drenth
- Jan Anne Jonkman
- Jan Anne Lycklama à Nijeholt
- Jan Anthonie Bruijn
- Jan Anton Nijkamp
- Jan Anton de Robiano
- Jan Anton van der Baren
- Jan Antoon De Jonghe
- Jan Antoon Labare
- Jan Antoon Locquet
- Jan Antoon Verschaeren
- Jan Apeldoorn
- Jan Apell
- Jan Apol
- Jan Apon
- Jan Apon (acteur)
- Jan Apon (detectiveschrijver)
- Jan Appel
- Jan Appelmans
- Jan Arend Frederik de Vos van Steenwijk genaamd van Essen tot Windesheim
- Jan Arend Godert de Vos van Steenwijk
- Jan Arend Godert de Vos van Steenwijk (1799-1872)
- Jan Arend Godert de Vos van Steenwijk (1818-1905)
- Jan Arend Godert de Vos van Steenwijk (1889-1972)
- Jan Arend Vor der Hake
- Jan Arend de Vos van Steenwijk
- Jan Arend de Vos van Steenwijk (1746-1813)
- Jan Arend de Vos van Steenwijk (1855-1941)
- Jan Arends
- Jan Arends (kunstschilder)
- Jan Arends (schrijver)
- Jan Arent Godert van der Wijck
- Jan Arent Scholten
- Jan Arie Bor
- Jan Arie de Groot
- Jan Arien Deodatus
- Jan Ariens Duif
- Jan Arkema
- Jan Arnald
- Jan Arnold Bennet
- Jan Arnoldus Schouten
- Jan Arnouts
- Jan Artz
- Jan Asselijn
- Jan Aten
- Jan Audier
- Jan August Clarysse
- Jan Augustijn van den Cruyce
- Jan Augustini
- Jan Axel Blomberg
- Jan Aylen
- Jan Baan
- Jan Baanders
- Jan Baanders Jr.
- Jan Baanders Sr.
- Jan Baars
- Jan Baas
- Jan Baas (PvdA)
- Jan Baas (VVD)
- Jan Baas (honkballer)
- Jan Bach
- Jan Back van Asten
- Jan Backx
- Jan Backx (schip, 1938)
- Jan Baeke
- Jan Baert
- Jan Baert (uitgever)
- Jan Baert (zeevaarder)
- Jan Baetsen
- Jan Baeyens
- Jan Baillien
- Jan Bakelants
- Jan Bakhoven
- Jan Bakker
- Jan Bakker (Engelandvaarder)
- Jan Bakker (bioloog)
- Jan Baldewijn van Hugenpoth tot den Berenclaauw
- Jan Balendong
- Jan Balliauw
- Jan Bank
- Jan Baptist Bellefroid
- Jan Baptist Berthy
- Jan Baptist Boeckmans
- Jan Baptist Brosens
- Jan Baptist Brueghel
- Jan Baptist Buelens
- Jan Baptist Christyn (I)
- Jan Baptist Christyn (II)
- Jan Baptist Cogels
- Jan Baptist Cogels (1729-1799)
- Jan Baptist David
- Jan Baptist De Weert
- Jan Baptist Drubbel
- Jan Baptist Eeckhoudt
- Jan Baptist Herregouts
- Jan Baptist Hous
- Jan Baptist Kerckx
- Jan Baptist Lambrechts
- Jan Baptist Le Saive II
- Jan Baptist Liebaert
- Jan Baptist Maes
- Jan Baptist Plasschaert
- Jan Baptist Sivré
- Jan Baptist Tassijns
- Jan Baptist Tétar van Elven
- Jan Baptist Verlooy
- Jan Baptist Verrijt
- Jan Baptist Wannyn
- Jan Baptist Weenix
- Jan Baptist Willem Camberlyn d'Amougies
- Jan Baptist de Castillion
- Jan Baptist de Smet
- Jan Baptist van Brouchoven
- Jan Baptist van Deynum
- Jan Baptist van Fornenburgh
- Jan Baptist van Grevelynghe
- Jan Baptist van Heil
- Jan Baptist van Lokeren
- Jan Baptist van Son
- Jan Baptist van Tassis
- Jan Baptist van Tassis (1470-1541)
- Jan Baptist van Tassis (1530-1610)
- Jan Baptist van Tassis (1546-1588)
- Jan Baptist van de Woestijne
- Jan Baptist van der Haeghen
- Jan Baptist van der Hulst
- Jan Baptist van der Meiren
- Jan Baptista Slicher
- Jan Baptista Wellekens
- Jan Baptista van Helmont
- Jan Baptiste Lauwers
- Jan Baptiste de Jonghe
- Jan Barbesaen
- Jan Bardi
- Jan Bardoul
- Jan Barend Hendrik van Royen
- Jan Barents
- Jan Barentsz. Muyckens
- Jan Barkman
- Jan Barrette
- Jan Bart Le Poole
- Jan Bart Mandos
- Jan Bartlema
- Jan Bartram
- Jan Bascour
- Jan Bastiaan
- Jan Bastiaans
- Jan Battermann
- Jan Bauwens
- Jan Bazen
- Jan Becaus
- Jan Bechyně
- Jan Beck
- Jan Beckering Vinckers

- Jean
- Jean-Adam Guilain
- Jean-Adolphe de Feller
- Jean-Alain Boumsong
- Jean-Albert Gooris
- Jean-Anatole Kalala Kaseba
- Jean-Andoche Junot
- Jean-André Deluc
- Jean-André Rixens
- Jean-André Zembsch
- Jean-Antoine Carrel
- Jean-Antoine Chaptal
- Jean-Antoine Houdon
- Jean-Antoine Marbot
- Jean-Antoine Nollet
- Jean-Antoine Petipa
- Jean-Antoine Verdier
- Jean-Antoine Zinnen
- Jean-Antoine de Baïf
- Jean-Antoine de Nothomb
- Jean-Apôtre Lazaridès
- Jean-Armand de Roquelaure
- Jean-Armand de Rotondis de Biscarras
- Jean-Armand du Peyrer
- Jean-Armel Kana-Biyik
- Jean-Arnold Barrett
- Jean-Auguste-Dominique Ingres
- Jean-Auguste Margueritte
- Jean-Augustin Barral
- Jean-Baptist Versmessen
- Jean-Baptiste
- Jean-Baptiste-Charles-Joseph Bélanger
- Jean-Baptiste-Joseph Tolbecque
- Jean-Baptiste-Michel Colbert de Saint-Pouange
- Jean-Baptiste-Paul Beau
- Jean-Baptiste Accolay
- Jean-Baptiste Adanson
- Jean-Baptiste Adolphe Coppieters 't Wallant
- Jean-Baptiste Andrea
- Jean-Baptiste André Godin
- Jean-Baptiste Arban
- Jean-Baptiste Bastiné
- Jean-Baptiste Baujault
- Jean-Baptiste Belley
- Jean-Baptiste Bessières
- Jean-Baptiste Bienvenu-Martin
- Jean-Baptiste Biot
- Jean-Baptiste Boone
- Jean-Baptiste Bory de Saint-Vincent
- Jean-Baptiste Bottex
- Jean-Baptiste Bottex (priester)
- Jean-Baptiste Boussingault
- Jean-Baptiste Boyer
- Jean-Baptiste Brabant
- Jean-Baptiste Bruggeman
- Jean-Baptiste Bréval
- Jean-Baptiste Buterne
- Jean-Baptiste Calvignac
- Jean-Baptiste Capronnier
- Jean-Baptiste Carnoy
- Jean-Baptiste Carpeaux
- Jean-Baptiste Carrier
- Jean-Baptiste Cassart
- Jean-Baptiste Chaigneau
- Jean-Baptiste Charcot
- Jean-Baptiste Charles de Bethune
- Jean-Baptiste Chermanne
- Jean-Baptiste Claes
- Jean-Baptiste Claes (politicus)
- Jean-Baptiste Claes (wielrenner)
- Jean-Baptiste Claudot
- Jean-Baptiste Coclers
- Jean-Baptiste Colbert
- Jean-Baptiste Colbert de Seignelay
- Jean-Baptiste Colbert de Torcy
- Jean-Baptiste Cols
- Jean-Baptiste Coomans
- Jean-Baptiste Cooreman
- Jean-Baptiste Coppieters
- Jean-Baptiste Coppieters 't Wallant
- Jean-Baptiste Cornet
- Jean-Baptiste Cornez
- Jean-Baptiste Corot
- Jean-Baptiste Cyrus de Timbrune de Thiembronne
- Jean-Baptiste Cécille
- Jean-Baptiste Daniel-Dupuis
- Jean-Baptiste Davaine
- Jean-Baptiste De Corte
- Jean-Baptiste De Prey
- Jean-Baptiste De Winter
- Jean-Baptiste Decrolière
- Jean-Baptiste Del Amo
- Jean-Baptiste Delescluse
- Jean-Baptiste Delhaye
- Jean-Baptiste Descamps
- Jean-Baptiste Descamps (I)
- Jean-Baptiste Dewin
- Jean-Baptiste Djebbari
- Jean-Baptiste Donatien de Vimeur
- Jean-Baptiste Donche
- Jean-Baptiste Dortignacq
- Jean-Baptiste Drouet
- Jean-Baptiste Drouet d'Erlon
- Jean-Baptiste Dumas
- Jean-Baptiste Dumonceau
- Jean-Baptiste Eblé
- Jean-Baptiste Edouard Haÿez
- Jean-Baptiste Everaerts
- Jean-Baptiste Faure
- Jean-Baptiste Fleuriot-Lescot
- Jean-Baptiste Forceville
- Jean-Baptiste Fresez
- Jean-Baptiste Gautier Dagoty
- Jean-Baptiste Gellé
- Jean-Baptiste Gendebien
- Jean-Baptiste Gentil
- Jean-Baptiste Gobel
- Jean-Baptiste Godart
- Jean-Baptiste Goddyn
- Jean-Baptiste Gonnet
- Jean-Baptiste Gourbeyre
- Jean-Baptiste Goynaut
- Jean-Baptiste Gramaye
- Jean-Baptiste Grange
- Jean-Baptiste Greuze
- Jean-Baptiste Groverman
- Jean-Baptiste Hellebaut
- Jean-Baptiste Henderickx
- Jean-Baptiste Huet
- Jean-Baptiste Hus
- Jean-Baptiste Jadot
- Jean-Baptiste Janssens
- Jean-Baptiste Joos
- Jean-Baptiste Joseph Delambre
- Jean-Baptiste Joseph Vifquain
- Jean-Baptiste Joseph Wynantz
- Jean-Baptiste Joseph d'Hane de Steenhuyse
- Jean-Baptiste Jourdan
- Jean-Baptiste Junion
- Jean-Baptiste Kiéthéga
- Jean-Baptiste Kléber
- Jean-Baptiste Kockaert
- Jean-Baptiste Krumpholtz
- Jean-Baptiste Lampens
- Jean-Baptiste Lamy
- Jean-Baptiste Lanszweert
- Jean-Baptiste Le Moyne de Bienville
- Jean-Baptiste Lebas
- Jean-Baptiste Lefebvre
- Jean-Baptiste Lemoyne
- Jean-Baptiste Lemoyne (beeldhouwer)
- Jean-Baptiste Lesbroussart
- Jean-Baptiste Lesueur
- Jean-Baptiste Liagre
- Jean-Baptiste Loeillet van Gent
- Jean-Baptiste Loeillet van Londen
- Jean-Baptiste Louis Gros
- Jean-Baptiste Lully
- Jean-Baptiste Madou
- Jean-Baptiste Malou-Vandenpeereboom
- Jean-Baptiste Marchand
- Jean-Baptiste Masui
- Jean-Baptiste Maunier
- Jean-Baptiste Meiser
- Jean-Baptiste Mengal
- Jean-Baptiste Mercier Dupaty
- Jean-Baptiste Millet
- Jean-Baptiste Minne-Barth
- Jean-Baptiste Moens
- Jean-Baptiste Monchaingre
- Jean-Baptiste Nompère de Champagny
- Jean-Baptiste Nothomb
- Jean-Baptiste Olivier
- Jean-Baptiste Oudry
- Jean-Baptiste Pater
- Jean-Baptiste Perroneau
- Jean-Baptiste Pettens
- Jean-Baptiste Pham Minh Mân
- Jean-Baptiste Pichuèque
- Jean-Baptiste Pierre
- Jean-Baptiste Pigalle
- Jean-Baptiste Piron
- Jean-Baptiste Pitrot
- Jean-Baptiste Pollin
- Jean-Baptiste Poulain
- Jean-Baptiste Pressavin
- Jean-Baptiste Périquet
- Jean-Baptiste Rambaud de Simiane
- Jean-Baptiste Regnault
- Jean-Baptiste Robie
- Jean-Baptiste Robineau-Desvoidy
- Jean-Baptiste Roeser
- Jean-Baptiste Roggieri
- Jean-Baptiste Roucourt
- Jean-Baptiste Rousseau
- Jean-Baptiste Royer
- Jean-Baptiste Réveillon
- Jean-Baptiste Santerre
- Jean-Baptiste Say
- Jean-Baptiste Schinler
- Jean-Baptiste Senderens
- Jean-Baptiste Serruys
- Jean-Baptiste Siméon Chardin
- Jean-Baptiste Singelée
- Jean-Baptiste Sipido
- Jean-Baptiste Soenens
- Jean-Baptiste Stauffenbergh
- Jean-Baptiste Tavernier
- Jean-Baptiste Tency
- Jean-Baptiste Thorn
- Jean-Baptiste Treilhard
- Jean-Baptiste Tuby
- Jean-Baptiste Van Cutsem
- Jean-Baptiste Van Hille
- Jean-Baptiste Van Mons
- Jean-Baptiste Van Rysselberghe
- Jean-Baptiste Van Volxem
- Jean-Baptiste Van den Eynde
- Jean-Baptiste Verchère de Reffye
- Jean-Baptiste Verhaegen
- Jean-Baptiste Vermeulen de Mianoye
- Jean-Baptiste Victor Vifquain
- Jean-Baptiste Voortman
- Jean-Baptiste Vuylsteke
- Jean-Baptiste Wercollier
- Jean-Baptiste Wicar
- Jean-Baptiste Willermoz
- Jean-Baptiste d'Hane de Steenhuyse
- Jean-Baptiste d'Hooghe de la Gauguerie
- Jean-Baptiste d'Omalius-Thierry
- Jean-Baptiste d'Oultremont
- Jean-Baptiste de Bethune jr.
- Jean-Baptiste de Béthune
- Jean-Baptiste de Chabot
- Jean-Baptiste de Dobbeleer
- Jean-Baptiste de Ghellinck d'Elseghem
- Jean-Baptiste de Lamarck
- Jean-Baptiste de Marchant et d’Ansembourg
- Jean-Baptiste de Mesnil de Volkrange
- Jean-Baptiste de Pauw
- Jean-Baptiste de Villegas
- Jean-Baptiste de Villèle
- Jean-Baptiste de Wilmet d'Yvoir
- Jean-Baptiste du Corron de l'Esclatière
- Jean-Baptiste du Plessis d’Argentré
- Jean-Baptiste t'Serstevens
- Jean-Baptiste van Loo
- Jean-Baptiste van Merlen
- Jean-Baptiste van de Kerchove
- Jean-Baptiste van den Wiele
- Jean-Baptiste van der Aa de Randerode
- Jean-Benoît-Vincent Barré
- Jean-Bernard Marlet
- Jean-Bernard de Guchteneere
- Jean-Bertin Nadonye Ndongo
- Jean-Bertrand Aristide
- Jean-Brunon Rudd
- Jean-Bédel Bokassa
- Jean-Carlos Garcia
- Jean-Charles Adolphe Alphand
- Jean-Charles Castelletto
- Jean-Charles Cornay
- Jean-Charles Houzeau
- Jean-Charles Jacobs
- Jean-Charles Luperto
- Jean-Charles Pichegru
- Jean-Charles Snoy et d'Oppuers
- Jean-Charles Sénac
- Jean-Charles Valladont
- Jean-Charles Velge
- Jean-Charles Werner
- Jean-Charles Worth
- Jean-Charles de Borda
- Jean-Charles de Carnin de Staden
- Jean-Charles de Castelbajac
- Jean-Christian Michel
- Jean-Christian Petitfils
- Jean-Christophe Amade Aloma
- Jean-Christophe Averty
- Jean-Christophe Bahebeck
- Jean-Christophe Bette
- Jean-Christophe Boullion
- Jean-Christophe Cambadélis
- Jean-Christophe Fromantin
- Jean-Christophe Grangé
- Jean-Christophe Guinchard
- Jean-Christophe Lagarde
- Jean-Christophe Leclère
- Jean-Christophe Marine
- Jean-Christophe Napoléon Bonaparte
- Jean-Christophe Péraud
- Jean-Christophe Ravier
- Jean-Christophe Rolland
- Jean-Christophe Rufin
- Jean-Christophe Vergerolle
- Jean-Christophe Yoccoz
- Jean-Clair Todibo
- Jean-Claude Andruet
- Jean-Claude Antonetti
- Jean-Claude Bagot
- Jean-Claude Beton
- Jean-Claude Billong
- Jean-Claude Borelly
- Jean-Claude Bouvy
- Jean-Claude Brialy
- Jean-Claude Brisseau
- Jean-Claude Carrière
- Jean-Claude Ciselet
- Jean-Claude Colotti
- Jean-Claude Daoust
- Jean-Claude Defossé
- Jean-Claude Denis
- Jean-Claude Duvalier
- Jean-Claude Fontinoy
- Jean-Claude Forest
- Jean-Claude Fournier
- Jean-Claude Guillebaud
- Jean-Claude Hans
- Jean-Claude Hollerich
- Jean-Claude Izzo
- Jean-Claude Juncker
- Jean-Claude Killy
- Jean-Claude Kolly
- Jean-Claude Langlois
- Jean-Claude Lebaube
- Jean-Claude Leclercq
- Jean-Claude Maene
- Jean-Claude Magnan
- Jean-Claude Malgoire
- Jean-Claude Marcourt
- Jean-Claude Mennessier
- Jean-Claude Meurens
- Jean-Claude Moraux
- Jean-Claude Mézières
- Jean-Claude Pascal
- Jean-Claude Petit
- Jean-Claude Roussel
- Jean-Claude Rudaz
- Jean-Claude Salvi
- Jean-Claude Schindelholz
- Jean-Claude Selini
- Jean-Claude Servais
- Jean-Claude Trichet
- Jean-Claude Turcotte
- Jean-Claude Van Cauwenberghe

- John
- John's Children
- John's book of alleged dances
- John, I'm Only Dancing
- John-Antoine Nau
- John-David Bartoe
- John-F.-Kennedy-Platz
- John-F.-Kennedy-Platz (Berlijn)
- John-Henry Krueger
- John-Henry Mohrmann
- John-John
- John-John Dohmen
- John-Laffnie de Jager
- John-Lee Augustyn
- John-Patrick Smith
- John-Patrick Strauß
- John (Suriname)
- John (nummer)
- John (voornaam)
- John A. Alonzo
- John A. Costello
- John A. Hobson
- John A. Keel
- John A. Osborne Airport
- John A. Poindexter
- John Aasen
- John Abbott
- John Abbott (personage)
- John Abbott (politicus)
- John Abercrombie
- John Abercrombie / Marc Johnson / Peter Erskine
- John Abraham
- John Abraham Tinne
- John Abruzzi
- John Achterberg
- John Adams
- John Adams (boek)
- John Adams (componist)
- John Adams (muiter)
- John Adams (politicus)
- John Adams (televisieserie)
- John Adams Institute
- John Addey
- John Agar
- John Agard
- John Agyekum Kufuor
- John Ahearn
- John Ainsworth-Davis
- John Akii-Bua
- John Albert Jansen
- John Alberts
- John Albrechtson
- John Alcock
- John Alderton
- John Aldridge
- John Alfred Williams
- John Allen
- John Allen (generaal)
- John Allen Chau
- John Allen Nelson
- John Allen Paulos
- John Allred
- John Aloisi
- John Altman (acteur)
- John Alvbåge
- John Amans
- John Ambrose Fleming
- John Amner
- John Amos
- John Anderson
- John Anderson (atleet)
- John Anderson (zeiler)
- John Andretti
- John Andrew Chemsak
- John Andrew Stedman
- John Anglin
- John Angus
- John Aniston
- John Anster Fitzgerald
- John Anthony
- John Anthony Brooks
- John Anthony West
- John Antram
- John Appel
- John Arbuthnot
- John Archibald
- John Armatage
- John Arne Riise
- John Arnold
- John Arnold (pianist)
- John Arthur
- John Ashbery
- John Ashcroft
- John Asher
- John Ashton
- John Aspin
- John Astin
- John Aston
- John Aston Jr.
- John Aston Sr.
- John Atherton
- John Atkinson Grimshaw
- John Atta Mills
- John Aubrey
- John Auger
- John August Anderson
- John Ausonius
- John Austin
- John Austin (rechtsfilosoof)
- John Austin (taalfilosoof)
- John Avanzini
- John Avlon
- John Axelrod
- John Aylward
- John B. Cobb
- John B. Floyd
- John B. Goodenough
- John B. Magruder
- John B. Taylor
- John Babcock
- John Baboeram
- John Bach
- John Backus
- John Badcock
- John Badham
- John Bagnell Bury
- John Bagot Glubb
- John Bahcall
- John Bailey
- John Bailey (gitaarbouwer)
- John Bain
- John Baird
- John Baker Saunders
- John Baldessari
- John Ball
- John Ball (puritein)
- John Ball jr.
- John Ballance
- John Ballard
- John Balliol
- John Banim
- John Banville
- John Baptist
- John Barbata
- John Barber
- John Barbirolli
- John Barbour
- John Bardeen
- John Bardon
- John Baring
- John Baring (1730-1816)
- John Barnes
- John Barnes (jazzmusicus)
- John Barnes (voetballer)
- John Barnes (warenhuis)
- John Barnes Chance
- John Barnett
- John Barnett (rugbyspeler)
- John Barrasso
- John Barrow
- John Barrow (1764-1848)
- John Barrowman
- John Barry
- John Barrymore
- John Barth
- John Bartlow Martin
- John Baselmans
- John Basilone
- John Baskerville
- John Baston
- John Bate Cardale
- John Bates Clark
- John Bates Clark Medal
- John Bauer
- John Beaton
- John Beaufort
- John Beck
- John Beck (acteur)
- John Bedford Lloyd
- John Bedini
- John Bel Edwards
- John Belchier
- John Bell
- John Bell (acteur)
- John Bell (chirurg)
- John Bell (natuurkundige)
- John Bell Hatcher
- John Bell Hood
- John Bellenden Ker Gawler
- John Belushi
- John Benjamin Hickey
- John Bennet Lawes
- John Bennett
- John Bennett (autocoureur)
- John Bennett (hockeyer)
- John Benson
- John Benson (Schots voetballer)
- John Benstead
- John Bercow
- John Berends
- John Beresford
- John Beresford (polospeler)
- John Beresford (voetballer)
- John Berg
- John Berg (acteur)
- John Berg (priester)
- John Berger
- John Berger (burgemeester)
- John Berman
- John Bernard
- John Berner
- John Berney Crome
- John Berry
- John Berry (regisseur)
- John Berry (zanger)
- John Berryman
- John Besseling
- John Betjeman
- John Beugnies
- John Biby
- John Bickerton
- John Biddulph
- John Bier
- John Biffen
- John Billingsley
- John Birch Society
- John Bird Sumner
- John Birgen
- John Birks
- John Biscoe
- John Black
- John Blackwall
- John Blackwell
- John Blackwood
- John Blaha
- John Blair
- John Bland
- John Blanke
- John Blankenstein
- John Blankenstein Foundation
- John Blankensteinprijs
- John Blenkinsop
- John Bleys
- John Block
- John Blow
- John Bodkin Adams
- John Boehner
- John Boerdonk
- John Bogers
- John Boles
- John Boles (schutter)
- John Bolger
- John Bolton
- John Bond
- John Bonetti
- John Bonham
- John Boogers
- John Booi
- John Boorman
- John Boozman
- John Bosman
- John Bostock
- John Boutté
- John Bowlby
- John Bowler
- John Boxtel
- John Boyd
- John Boyd Dunlop
- John Boyd Orr
- John Boye
- John Boyega
- John Boyne
- John Brack
- John Bradbury
- John Bradbury (drummer)
- John Bradley-West
- John Braine
- John Brandon
- John Braspennincx
- John Breckinridge
- John Brendan Kelly
- John Brennan
- John Brett
- John Brinck
- John Brinkley
- John Broadus Watson
- John Brockman
- John Broderick
- John Bromwich
- John Brooks
- John Brooks (scheidsrechter)
- John Brown
- John Brown & Company
- John Brown (abolitionist)
- John Brown (bediende)
- John Brown (tennisser)
- John Brown Gordon
- John Browning
- John Brunner
- John Bruton
- John Bryant-Meisner
- John Bröcheler
- John Buchan
- John Buchanan
- John Buchanan (zeiler)
- John Buckland Wright
- John Buffum
- John Buford
- John Buijsman
- John Bulkeley
- John Bull
- John Bull (componist)
- John Bull (locomotief)
- John Bull (symbool)
- John Bultinck
- John Bunch
- John Bundrick
- John Bunting
- John Bunyan
- John Burch
- John Burdett Wittenoom
- John Burdon Sanderson Haldane
- John Burra
- John Burroughs
- John Burrow
- John Burton
- John Buscema
- John Bush
- John Bush (regisseur)
- John Bussell
- John Butler
- John Butler Yeats
- John Buttigieg
- John Butts
- John Byrne
- John Byrne (voetballer)
- John Byron
- John Byron (baron)
- John C.G. Röhl
- John C. Butlerklasse
- John C. Hocking
- John C. Jager
- John C. Lee
- John C. McGinley
- John C. Pemberton

- Ian
- Ian (cartoonist)
- Ian (orkaan)
- Ian Anderson
- Ian Anderson Plays the Orchestral Jethro Tull
- Ian Andrew Troi
- Ian Araneta
- Ian Ashley
- Ian Astbury
- Ian Axford
- Ian Bairnson
- Ian Baker-Finch
- Ian Banks
- Ian Bannen
- Ian Beale
- Ian Bibby
- Ian Bishop
- Ian Black
- Ian Black (voetballer, 1985)
- Ian Blackford
- Ian Bleasdale
- Ian Bohen
- Ian Bostridge
- Ian Boswell
- Ian Botham's Test Match
- Ian Bowyer
- Ian Brady
- Ian Brennan
- Ian Brown
- Ian Brown (zanger)
- Ian Browne
- Ian Buchanan
- Ian Burchnall
- Ian Burgess
- Ian Buruma
- Ian Butterworth
- Ian Callaghan
- Ian Callum
- Ian Cameron Esslemont
- Ian Carey
- Ian Carmichael
- Ian Carr
- Ian Charleson
- Ian Clement
- Ian Cobain
- Ian Cox
- Ian Crocker
- Ian Crook
- Ian Culverhouse
- Ian Curtis
- Ian Cutler
- Ian Dipple
- Ian Duncan
- Ian Duncan (rallyrijder)
- Ian Dury
- Ian Dyk
- Ian Emberson
- Ian Ferguson
- Ian Field
- Ian Fleming
- Ian Fleming (acteur)
- Ian Fleming (doorverwijspagina)
- Ian Fleming International Airport
- Ian Froman
- Ian Garrison
- Ian Gillan
- Ian Gilmartin
- Ian Gomm
- Ian Goodfellow
- Ian Gouw
- Ian Gray
- Ian Gray (acteur)
- Ian Gray (voetballer)
- Ian Griffiths
- Ian Hacking
- Ian Hainsworth
- Ian Hamilton Finlay
- Ian Hanavan
- Ian Hancock
- Ian Harding
- Ian Hart
- Ian Harte
- Ian Hislop
- Ian Ho
- Ian Holloway
- Ian Holm
- Ian Hunter
- Ian Hunter (zanger)
- Ian Hussein Ngobi
- Ian Hutchings
- Ian Irvine
- Ian Jacob Pieters
- Ian James
- Ian Kahn
- Ian Kaledine
- Ian Kelsey
- Ian Kershaw
- Ian Khama
- Ian L. Mitchell (componist)
- Ian Laidler
- Ian Lariba
- Ian Lavender
- Ian Levine
- Ian Lister
- Ian Livingstone
- Ian Livingstone's Deathtrap Dungeon
- Ian Lodens
- Ian Maatsen
- Ian MacGregor
- Ian MacGregor (wielrenner)
- Ian MacKaye
- Ian MacLeod
- Ian Malcolm
- Ian Marshall
- Ian McConnachie
- Ian McDiarmid
- Ian McDonald
- Ian McDonald (musicus)
- Ian McDonald (schrijver)
- Ian McEwan
- Ian McKellen
- Ian McKissick
- Ian McLagan
- Ian McLeod
- Ian McNeice
- Ian McShane
- Ian Mercer
- Ian Mitchell
- Ian Mitchell (voetballer)
- Ian Morris
- Ian Mosey
- Ian Mosley
- Ian Murdock
- Ian O'Brien
- Ian Ogilvy
- Ian Ousley
- Ian Paice
- Ian Paisley
- Ian Palmer
- Ian Pearce
- Ian Polster
- Ian Pooley
- Ian Porterfield
- Ian Poulter
- Ian Quinn
- Ian R. MacLeod
- Ian Raby
- Ian Randle
- Ian Rankin
- Ian Redford
- Ian Richardson
- Ian Robinson
- Ian Rogers
- Ian Rush
- Ian Salmon
- Ian Scheckter
- Ian Schelfaut
- Ian Selley
- Ian Smeulers
- Ian Smith
- Ian Smith (acteur)
- Ian Smith (doorverwijspagina)
- Ian Smith (voetballer)
- Ian Sneddon
- Ian Somerhalder
- Ian Stannard
- Ian Steel
- Ian Stewart
- Ian Stewart (coureur)
- Ian Stewart (musicus)
- Ian Stewart (wiskundige)
- Ian Stuart Donaldson
- Ian Syster
- Ian Taylor
- Ian Taylor (1954)
- Ian Taylor (voetballer)
- Ian Thomas
- Ian Thomas (Vlaams zanger)
- Ian Thorpe
- Ian Turner
- Ian Underwood
- Ian Walker
- Ian Walker (voetballer)
- Ian Walker (zeiler)
- Ian Wallace
- Ian Wallace (drummer)
- Ian Wallace (zanger)
- Ian Walters
- Ian Watkins
- Ian Wells
- Ian Whitcomb
- Ian White
- Ian Whyte
- Ian Wilkinson
- Ian Wilson
- Ian Wilson (cameraman)
- Ian Wilson (componist)
- Ian Wilson (schrijver)
- Ian Wimmer
- Ian Woosnam
- Ian Wright
- Ian Ziering
- Iana
- Ianabinda
- Ianakafy
- Ianapera
- Ianca
- Iancu
- Iancu Jianu
- Iancului (metrostation)
- Ianduba
- Ianduba abara
- Ianduba caxixe
- Ianduba mugunza
- Ianduba patua
- Ianduba paubrasil
- Ianduba varia
- Ianduba vatapa
- Iandumoema
- Iandumoema uai
- Iani
- Ianiropsis alanmillari
- Ianiropsis analoga
- Ianiropsis bisbidens
- Ianiropsis breviremis
- Ianiropsis derjugini
- Ianiropsis epilittoralis
- Ianiropsis kincaidi
- Ianiropsis koreaensis
- Ianiropsis kussakini
- Ianiropsis longiantennata
- Ianiropsis longipes
- Ianiropsis magnocula
- Ianiropsis minuta
- Ianiropsis montereyensis
- Ianiropsis neglecta
- Ianiropsis notoensis
- Ianiropsis pallidocula
- Ianiropsis palpalis
- Ianiropsis perplexus
- Ianiropsis picta
- Ianiropsis punctulata
- Ianiropsis setifera
- Ianiropsis tridens
- Ianis Hagi
- Ianis Zicu
- Ianisera trepidus
- Ianistigmus
- Ianistigmus tatianae
- Ianius mosca
- Ianka Fleerackers
- Ianmoorea
- Ianmoorea zealandica
- Iannis Xenakis
- Iannone
- Ianthasaurus
- Ianthe
- Ianthe Meersschaert
- Ianthe Sahadat
- Ianthe Tavernier
- Ianthella
- Ianthella aerophoba
- Ianthella basta
- Ianthella concentrica
- Ianthella flabelliformis
- Ianthella homei
- Ianthella labyrinthus
- Ianthella macula
- Ianthella quadrangulata
- Ianthella reticulata
- Ianthella topsenti
- Ianthellidae
- Ianthocincla
- Ianthodon
- Ianthopsis
- Ianthopsis beddardi
- Ianthopsis bovallii
- Ianthopsis certus
- Ianthopsis laevis
- Ianthopsis monodi
- Ianthopsis multispinosa
- Ianthopsis nasicornis
- Ianthopsis nodosa
- Ianthopsis ruseri
- Ianthopsis studeri
- Ianthopsis vanhoeffeni

- Johann-Conrad Appenzeller
- Johann-Friedrich zu Castell-Rüdenhausen
- Johann-Georg Richert
- Johann-Peter-Hebelprijs
- Johann Abraham Peter Schulz
- Johann Abraham Sixt
- Johann Achmed de Miranda
- Johann Achmed de Miranda (politicus)
- Johann Ackermann
- Johann Adam Hiller
- Johann Adam Reincken
- Johann Adam Schall von Bell
- Johann Adam Schöpf
- Johann Adam von Diemar
- Johann Adolf Hasse
- Johann Adolf Hasse Museum
- Johann Aegidus Bach
- Johann Affelmann
- Johann Albert Heinrich Reimarus
- Johann Albrecht von Bülow
- Johann Albrechtsberger
- Johann Alsbach
- Johann Altfuldisch
- Johann Ambrosius Bach
- Johann Amman
- Johann Andreas Schnabl
- Johann Andreas Stein
- Johann Andreas Wagner
- Johann André Forfang
- Johann Anton Güldenstädt
- Johann Anton Schmidt
- Johann Anton Thadäus Nepomuk Stamitz
- Johann Anton von Castelberg
- Johann Anton von Pergen
- Johann Arndt
- Johann Arnold von Clermont
- Johann Attenberger
- Johann August Ephraim Goeze
- Johann August Just
- Johann August Nahl
- Johann Augustin Kobelius
- Johann Bach
- Johann Baptist
- Johann Baptist Allgaier
- Johann Baptist Andres
- Johann Baptist Cramer
- Johann Baptist Dähler
- Johann Baptist Edmund Dähler
- Johann Baptist Emil Rusch
- Johann Baptist Fritsche
- Johann Baptist Homann
- Johann Baptist Jordan
- Johann Baptist Lampi
- Johann Baptist Lampi de Oude
- Johann Baptist Rechsteiner
- Johann Baptist Schenk
- Johann Baptist Straub
- Johann Baptist Vanhal
- Johann Baptist Weder
- Johann Baptist Zimmermann
- Johann Baptist von Spix
- Johann Baptista Renard
- Johann Baring
- Johann Bauhin
- Johann Beckmann
- Johann Beer
- Johann Benda
- Johann Benedict Listing
- Johann Beringer
- Johann Bernhard Bach
- Johann Bernhard Christoph Eichmann
- Johann Bernoulli
- Johann Bätz
- Johann Büsen
- Johann Büttikofer
- Johann Carl
- Johann Carl Fuhlrott
- Johann Carl Weck
- Johann Carolus
- Johann Centurius von Hoffmannsegg
- Johann Christian Anton Thöne
- Johann Christian Bach
- Johann Christian Fabricius
- Johann Christian Friedrich Haeffner
- Johann Christian Hertel
- Johann Christian Martin Bartels
- Johann Christian Poggendorff
- Johann Christian Polycarp Erxleben
- Johann Christian Reil
- Johann Christian Schickhardt
- Johann Christian Schieferdecker
- Johann Christian Schuch
- Johann Christian von Schreber
- Johann Christoph Adelung
- Johann Christoph Bach (de Grote)
- Johann Christoph Bach III
- Johann Christoph Blumhardt
- Johann Christoph Denner
- Johann Christoph Friedrich Bach
- Johann Christoph Friedrich GutsMuths
- Johann Christoph Friedrich Klug
- Johann Christoph Gatterer
- Johann Christoph Glaubitz
- Johann Christoph Gottsched
- Johann Christoph Lauterbach
- Johann Christoph Marx
- Johann Christoph Pepusch
- Johann Christoph Pezel
- Johann Christoph Sauer
- Johann Christoph Vogel
- Johann Christoph Wagenseil
- Johann Christoph Wendland
- Johann Christoph van Hille
- Johann Cicero van Brandenburg
- Johann Conrad Peyer
- Johann Conrad Schlaun
- Johann Crüger
- Johann Daniel Herrnschmidt
- Johann Daniel Titius
- Johann David
- Johann David Heinichen
- Johann David Ludwig Graf Yorck von Wartenburg
- Johann David Wyss
- Johann Deisenhofer
- Johann Dirichlet
- Johann Dominicus Fuss
- Johann Döbereiner
- Johann Dössekel
- Johann Eduard Stumpff
- Johann Egger
- Johann Elert Bode
- Johann Emanuel Grob
- Johann Encke
- Johann Erasmus Kindermann
- Johann Erich Biester
- Johann Ernst Altenburg
- Johann Ernst Eberlin
- Johann Ernst Gotzkowsky
- Johann Ernst Immanuel Walch
- Johann Ernst Rembt
- Johann Evangelist Müller
- Johann F. Heymans
- Johann Faber
- Johann Fast
- Johann Faulhaber
- Johann Faust
- Johann Ferdinand Seiz
- Johann Frederik Mauritz Herbell
- Johann Friederich Ahrensmann
- Johann Friedrich Agricola
- Johann Friedrich Alberti
- Johann Friedrich August Tischbein
- Johann Friedrich Blumenbach
- Johann Friedrich Böttger
- Johann Friedrich Cotta
- Johann Friedrich Doles
- Johann Friedrich Fasch
- Johann Friedrich Gmelin
- Johann Friedrich Gronovius
- Johann Friedrich Herbart
- Johann Friedrich Klapperich
- Johann Friedrich Knöbel
- Johann Friedrich Meckel
- Johann Friedrich Miescher
- Johann Friedrich Miescher (1844-1895)
- Johann Friedrich Naue
- Johann Friedrich Naumann
- Johann Friedrich Overbeck
- Johann Friedrich Pfaff
- Johann Friedrich Remmert
- Johann Friedrich Struensee
- Johann Friedrich Stöver
- Johann Friedrich Wenthin
- Johann Friedrich Wilhelm Herbst
- Johann Friedrich von Brandt
- Johann Friedrich von Eschscholtz
- Johann Fust
- Johann Gabriel Seidl
- Johann Gabriël Meder
- Johann Gambolputty
- Johann Gebhard
- Johann Geiler von Kaisersberg
- Johann Georg Adam Forster
- Johann Georg Christian Lehmann
- Johann Georg Christoph Heinz
- Johann Georg Conradi
- Johann Georg Gichtel
- Johann Georg Gmelin
- Johann Georg Halske
- Johann Georg Hamann
- Johann Georg Hiedler
- Johann Georg Krünitz
- Johann Georg Linike
- Johann Georg Mezger
- Johann Georg Michael
- Johann Georg Mönckeberg
- Johann Georg Pisendel
- Johann Georg Plazer
- Johann Georg Ramsauer
- Johann Georg Rosenhain
- Johann Georg Schwartze
- Johann Georg Wagler
- Johann Georg Wunderlich
- Johann Georg Ziesenis
- Johann Georg van Caspel
- Johann Georg van Hohenzollern
- Johann Georg von Langen
- Johann Georg von Zimmermann
- Johann George Deur
- Johann George Tromlitz
- Johann Gerhard König
- Johann Gerhard Oncken
- Johann Gottfried Bernhard Bach
- Johann Gottfried Galle
- Johann Gottfried Kemmeter
- Johann Gottfried Piefke
- Johann Gottfried Reiche
- Johann Gottfried Robbers
- Johann Gottfried Rode
- Johann Gottfried Schicht
- Johann Gottfried Walther
- Johann Gottfried Zinn
- Johann Gottfried von Herder
- Johann Gotthard Reinhold
- Johann Gotthelf Fischer von Waldheim
- Johann Gottlieb Fichte
- Johann Gottlieb Friedrich von Bohnenberger
- Johann Gottlieb Georgi
- Johann Gottlieb Glauber
- Johann Gottlieb Goldberg
- Johann Gottlieb Graun
- Johann Gottlieb Naumann
- Johann Gottlieb Otto Tepper
- Johann Gottlieb Sillem
- Johann Gottlieb Sillem (1893-1955)
- Johann Gottlob Harrer
- Johann Gottlob Schneider
- Johann Gramann
- Johann Gregor Mendel
- Johann Gregor Mendel (trein)
- Johann Grueber
- Johann Gustav Droysen
- Johann Haas
- Johann Heinrich Adolf Logemann
- Johann Heinrich Alsted
- Johann Heinrich Blasius
- Johann Heinrich Burchard
- Johann Heinrich Buttstett
- Johann Heinrich Friedrich Link
- Johann Heinrich Füssli
- Johann Heinrich Gottlob von Justi
- Johann Heinrich Joseph Driessen
- Johann Heinrich Kaltenbach
- Johann Heinrich Kemper
- Johann Heinrich Lambert
- Johann Heinrich Landolt
- Johann Heinrich Müller
- Johann Heinrich Pestalozzi
- Johann Heinrich Richter
- Johann Heinrich Roos
- Johann Heinrich Rudolf Schenck
- Johann Heinrich Schmelzer
- Johann Heinrich Schulze
- Johann Heinrich Sulzer
- Johann Heinrich Tanner
- Johann Heinrich Tischbein de Oudere
- Johann Heinrich Ulrich
- Johann Heinrich Voß
- Johann Heinrich Völlmar
- Johann Heinrich Walch
- Johann Heinrich Wilhelm Tischbein
- Johann Heinrich von Bernstorff
- Johann Heinrich von Mädler
- Johann Heinrich von Thünen
- Johann Hermann
- Johann Hermann Kufferath
- Johann Hermann Schein
- Johann Hermann von Santen
- Johann Hieronymus Schröter
- Johann Houschka
- Johann Höfling
- Johann Ignaz Stranensky
- Johann Jacob Altdorfer
- Johann Jacob Bremi-Wolf
- Johann Jacob Dillenius
- Johann Jacob Leu
- Johann Jacob Tetzel
- Johann Jakob Bachofen
- Johann Jakob Balmer
- Johann Jakob Bernoulli
- Johann Jakob Blumer
- Johann Jakob Blumer (1819-1875)
- Johann Jakob David
- Johann Jakob Froberger
- Johann Jakob Heckel
- Johann Jakob Hess
- Johann Jakob Hess (egyptoloog)
- Johann Jakob Hohl
- Johann Jakob Kaup
- Johann Jakob Kern
- Johann Jakob Kummer
- Johann Jakob Müller
- Johann Jakob Pfenninger
- Johann Jakob Roemer
- Johann Jakob Rüttimann
- Johann Jakob Scherer
- Johann Jakob Scheuchzer
- Johann Jakob Spiller
- Johann Jakob Sturzenegger
- Johann Jakob Sulzer
- Johann Jakob Tobler
- Johann Jakob Tobler (politicus)
- Johann Jakob Treichler
- Johann Jakob Walter
- Johann Jakob Walter (kunstschilder)
- Johann Jakob Walther
- Johann Jakob Walther (componist)
- Johann Jakob von Tschudi
- Johann Joachim Becher
- Johann Joachim Quantz
- Johann Josef Anton Fässler
- Johann Joseph Couven
- Johann Joseph Faber
- Johann Joseph Fux
- Johann Jost Textor
- Johann Julius Walbaum
- Johann Just Winckelmann
- Johann Jørgen Sæves
- Johann Kantschuster
- Johann Karl Ehrenfried Kegel
- Johann Karl Friedrich Zöllner
- Johann Karl Kappeler
- Johann Karl Rodbertus
- Johann Karl Simon Morgenstern
- Johann Karl Wilhelm Illiger
- Johann Kaspar Ferdinand Fischer
- Johann Kaspar Füssli
- Johann Kaspar Kerll
- Johann Kaspar Lavater
- Johann Kaspar Mertz
- Johann Kaspar Sieber
- Johann Kaspar Zollinger
- Johann Kircher
- Johann Kirnberger
- Johann Koller

- Juan
- Juan-Fernandezkolibrie
- Juan-Fernandezmeestiran
- Juan-les-Pins
- Juan Abad
- Juan Abarca
- Juan Afonso Pimentel
- Juan Agudelo
- Juan Aguilera
- Juan Aguilera (tennisser)
- Juan Alberto Andreu Alvarado
- Juan Alberto Schiaffino
- Juan Alborch Miñana
- Juan Alegre
- Juan Alfonso Enríquez de Cabrera
- Juan Alonso
- Juan Alonso (1927)
- Juan Alonso (1998)
- Juan Andrew Almazán
- Juan Antonio Bayona
- Juan Antonio Flecha
- Juan Antonio Iribarren
- Juan Antonio López-Cózar
- Juan Antonio Orbigo
- Juan Antonio Pizzi
- Juan Antonio Ríos Morales
- Juan Antonio Samaranch
- Juan Antonio Samaranch Olympic Hall
- Juan Antonio Sotillo
- Juan Antonio Zulaibar
- Juan Araneta
- Juan Arango
- Juan Arellano
- Juan Arranz
- Juan Arzeo
- Juan Atkins
- Juan Avendaño
- Juan Ayuso
- Juan Bastos
- Juan Bautista
- Juan Bautista Alberdi
- Juan Bautista Alberdi (Tucumán)
- Juan Bautista Alberdi (departement)
- Juan Bautista Aznar Cabañas
- Juan Bautista Ceballos
- Juan Bautista Maíno
- Juan Bautista Topete
- Juan Bautista Villalba
- Juan Bautista Villalpando
- Juan Bautista de Toledo
- Juan Belmonte
- Juan Benjumea Moreno
- Juan Bernat
- Juan Berthy Suárez
- Juan Bosch
- Juan Boscán
- Juan Botasso
- Juan Bravo Murillo
- Juan Bustamante Dueñas
- Juan Cabal
- Juan Cabanilles Barberá
- Juan Calvete de Estrella
- Juan Camacho
- Juan Camacho (wielrenner)
- Juan Camilo Mouriño
- Juan Camilo Zúñiga
- Juan Caramuel de Lobkowitz
- Juan Carlos Aguilera
- Juan Carlos Blanco
- Juan Carlos Burbano
- Juan Carlos Campo Moreno
- Juan Carlos Cariñena
- Juan Carlos Castilla Gomez
- Juan Carlos Ceballos Pinto
- Juan Carlos Chávez
- Juan Carlos Domínguez
- Juan Carlos Ferrero
- Juan Carlos Fonseca
- Juan Carlos Garay
- Juan Carlos García
- Juan Carlos Garrido
- Juan Carlos González Salvador
- Juan Carlos Henao
- Juan Carlos Heredia
- Juan Carlos Higuero
- Juan Carlos I (L61)
- Juan Carlos I van Spanje
- Juan Carlos Letelier
- Juan Carlos Lorenzo
- Juan Carlos Masnik
- Juan Carlos Medina
- Juan Carlos Moreno Rodríguez
- Juan Carlos Navarro
- Juan Carlos Onetti
- Juan Carlos Onganía
- Juan Carlos Orellana
- Juan Carlos Osorio
- Juan Carlos Paredes
- Juan Carlos Pérez
- Juan Carlos Real Ruiz
- Juan Carlos Rodríguez Moreno
- Juan Carlos Rojas
- Juan Carlos Ruíz
- Juan Carlos Ríos Vidal
- Juan Carlos Sulbaran
- Juan Carlos Sánchez Martínez
- Juan Carlos Toja
- Juan Carlos Unzué
- Juan Carlos Valenzuela
- Juan Carlos Valerón
- Juan Carlos Varela
- Juan Carlos Villamayor
- Juan Carlos Zabala
- Juan Carreño
- Juan Carreño de Miranda
- Juan Cassiers
- Juan Castillo
- Juan Cerezo de Salamanca
- Juan Cornejo
- Juan Crisostomo Soto
- Juan Crisóstomo de Arriaga
- Juan Cruz
- Juan Cruz (wielrenner)
- Juan Cruz Komar
- Juan Cruz Álvarez
- Juan Cuadrado
- Juan Curuchet
- Juan Cámara
- Juan Daniel Balcácer
- Juan Dela Cruz Band
- Juan Diego (acteur)
- Juan Diego Alba
- Juan Diego Botto
- Juan Diego Cuauhtlatoatzin
- Juan Diego Flórez
- Juan Diego González
- Juan Diego González-Vigil
- Juan Diego Ramírez
- Juan Dolio
- Juan Domingo Brown
- Juan Domingo Mendez de Haro y Fernández de Córdoba
- Juan Domínguez
- Juan Díaz
- Juan Díaz de Solís
- Juan Edgardo Angara
- Juan Edgardo Ramírez
- Juan Edmundo Vecchi
- Juan Elizalde
- Juan Enrique Canet Todolí
- Juan Enrique García
- Juan Errazquin
- Juan Esnáider
- Juan Esteban Arango
- Juan Esteban Montero Rodríguez
- Juan Esteban Pedernera
- Juan Eulogio Estigarribia
- Juan Evaristo
- Juan F. Ibarra
- Juan Facundo Pierrot
- Juan Falcón
- Juan Familia-Castillo
- Juan Felipe Ibarra (departement)
- Juan Felipe Osorio
- Juan Fernandez (syndicalist)
- Juan Fernandezstormvogel
- Juan Fernando Calle
- Juan Fernando Fonseca
- Juan Fernando Quintero
- Juan Ferney Otero
- Juan Fernández
- Juan Fernández-archipel
- Juan Fernández (wielrenner)
- Juan Fernández Pacheco
- Juan Fernández de Heredia
- Juan Filloy
- Juan Flavier
- Juan Font i Giralt
- Juan Forlín
- Juan Foyth
- Juan Francisco Bulnes
- Juan Francisco Escobar
- Juan Francisco García
- Juan Francisco Lombardo
- Juan Francisco Molinar Horcasitas
- Juan Francisco Torres Belén
- Juan Franciso Sanjuán Rodrigo
- Juan Gabriel Pareja
- Juan Gabriel Vásquez
- Juan Gaerlan
- Juan Galindo
- Juan Garchitorena
- Juan Garcia-Herreros
- Juan García
- Juan García Rodríguez
- Juan Gelman
- Juan Gerlo
- Juan Germán Roscio
- Juan Giménez
- Juan Ginés de Sepúlveda
- Juan Gonzalo Gómez Deval
- Juan Gonzalo Lorca
- Juan Gorordo
- Juan Gregorius
- Juan Gris
- Juan Guaidó
- Juan Guamán
- Juan Guillermo Castillo
- Juan Gundlach
- Juan Gutiérrez
- Juan Gómez González
- Juan Hohberg
- Juan II van Oostenrijk
- Juan Ignacio Cavallaro
- Juan Ignacio Cerra
- Juan Ignacio Chela
- Juan Ignacio Gilardi
- Juan Ignacio Londero
- Juan Ignacio Martínez Jiménez
- Juan Ignacio Sánchez
- Juan Jairo Galeano
- Juan Javier Estrada
- Juan Jesus
- Juan Jesús Posadas Ocampo
- Juan Jiménez
- Juan Jiménez Mayor
- Juan José Amador
- Juan José Arévalo
- Juan José Camacho
- Juan José Campanella
- Juan José Castelli (Chaco)
- Juan José Cobo
- Juan José Collantes Guerrero
- Juan José Flores
- Juan José Gerardi Conedera
- Juan José Haedo
- Juan José Ibarretxe
- Juan José Lobato
- Juan José Mora
- Juan José Omella Omella
- Juan José Oroz
- Juan José Paso
- Juan José Paso (Buenos Aires)
- Juan José Pizzuti
- Juan José Revueltas Colomer
- Juan José Saer
- Juan José Serrano de la Cruz Vidal
- Juan José Torres
- Juan Jover
- Juan Lebrón
- Juan Lemmens
- Juan Liwag
- Juan Llaneras
- Juan Lombardo
- Juan Lopez Gallo
- Juan Lozano
- Juan Lozano (aartsbisschop)
- Juan Lozano (voetballer)
- Juan Luis Anangonó
- Juan Luis Cebrián Echarri
- Juan Luis Cipriani Thorne
- Juan Luis Guerra
- Juan Luis Hens Lorite
- Juan Luis Mora
- Juan Luis Sanfuentes Andonaegui
- Juan Luis Vives
- Juan Luna
- Juan López
- Juan López Galván
- Juan López Galván (aartsbisschop)
- Juan Maldacena
- Juan Manuel Asensi
- Juan Manuel Barrero Barrero
- Juan Manuel Bordeu
- Juan Manuel Cajigal
- Juan Manuel Cerúndolo
- Juan Manuel Correa
- Juan Manuel Fangio
- Juan Manuel Fuentes
- Juan Manuel Gálvez
- Juan Manuel Gárate
- Juan Manuel Insaurralde
- Juan Manuel Iturbe
- Juan Manuel Lillo
- Juan Manuel Martínez
- Juan Manuel Moreno Bonilla
- Juan Manuel Márquez
- Juan Manuel Oliva
- Juan Manuel Peña
- Juan Manuel Saladino
- Juan Manuel Santos
- Juan Manuel Vargas
- Juan Manuel Vivaldi
- Juan Manuel de Ayala
- Juan Manuel de Rosas
- Juan Manuel van Peñafiel
- Juan March
- Juan Maria Schuver
- Juan Martín
- Juan Martín López
- Juan Martín de Pueyrredón
- Juan Martín de Pueyrredón (departement)
- Juan Martín del Potro
- Juan Martínez
- Juan Martínez (wielrenner, 2004)
- Juan Martínez Montañés
- Juan Martínez Munuera
- Juan Martínez Oliver
- Juan María Bordaberry
- Juan María Fernández y Krohn
- Juan María Medina Ayllón
- Juan María Solare
- Juan María Vicencio de Ripperdá
- Juan Masondo
- Juan Mata
- Juan Maya "Marote"
- Juan Miguel Cuenca
- Juan Miguel Echevarría
- Juan Miguel Mercado
- Juan Miguel Zubiri
- Juan Miles
- Juan Miranda
- Juan Molina
- Juan Moreno Fernández
- Juan Mujica
- Juan Murillo
- Juan Musso
- Juan Muñoz
- Juan Muñoz Muñoz
- Juan Méndez
- Juan Mónaco
- Juan N. Méndez
- Juan Nakpil
- Juan Narváez
- Juan Navarro Baldeweg
- Juan Navia
- Juan Negrín
- Juan Nelson
- Juan Nepomuceno
- Juan Nepomuceno Almonte
- Juan Nicolasora Nilmar
- Juan Nolasco
- Juan Nuri
- Juan O'Gorman
- Juan Olmo
- Juan Orlando Hernández

- Giovanni
- Giovanni-Battista Orlandi
- Giovanni Abath
- Giovanni Agnelli
- Giovanni Alberto Ristori
- Giovanni Aldini
- Giovanni Alemanno
- Giovanni Aleotti
- Giovanni Alleyne
- Giovanni Ambrogio de Predis
- Giovanni Andrea Carlone
- Giovanni Angelo Becciu
- Giovanni Angelo Montorsoli
- Giovanni Antonio Amadeo
- Giovanni Antonio Boltraffio
- Giovanni Antonio Giannettini
- Giovanni Antonio Guardi
- Giovanni Antonio Magini
- Giovanni Antonio Pellegrini
- Giovanni Antonio Petrucci
- Giovanni Antonio Piani
- Giovanni Antonio Requesta
- Giovanni Antonio Scopoli
- Giovanni Arduino
- Giovanni Arrighi
- Giovanni Arrivabene
- Giovanni Asabigie
- Giovanni Battaglin
- Giovanni Battista
- Giovanni Battista Amici
- Giovanni Battista Antonelli
- Giovanni Battista Beccaria
- Giovanni Battista Belzoni
- Giovanni Battista Bononcini
- Giovanni Battista Bugatti
- Giovanni Battista Bussi
- Giovanni Battista Bussi (1657-1726)
- Giovanni Battista Calandra
- Giovanni Battista Caproni
- Giovanni Battista Carlone
- Giovanni Battista Caviglia
- Giovanni Battista Ceschi a Santa Croce
- Giovanni Battista Cima
- Giovanni Battista Cipriani
- Giovanni Battista Dellepiane
- Giovanni Battista Donati
- Giovanni Battista Ferrandini
- Giovanni Battista Fontana
- Giovanni Battista Gianotti
- Giovanni Battista Giraldi
- Giovanni Battista Gisleni
- Giovanni Battista Grassi
- Giovanni Battista Guadagnini
- Giovanni Battista Guarini
- Giovanni Battista Lusieri
- Giovanni Battista Mazzaferrata
- Giovanni Battista Monteggia
- Giovanni Battista Morgagni
- Giovanni Battista Moroni
- Giovanni Battista Orsini
- Giovanni Battista Pasinato
- Giovanni Battista Passeri
- Giovanni Battista Pelori
- Giovanni Battista Pergolesi
- Giovanni Battista Piazzetta
- Giovanni Battista Pioda
- Giovanni Battista Piranesi
- Giovanni Battista Pirelli
- Giovanni Battista Ramusio
- Giovanni Battista Re
- Giovanni Battista Riccioli
- Giovanni Battista Sammartini
- Giovanni Battista Sidotti
- Giovanni Battista Somis
- Giovanni Battista Tommasi
- Giovanni Battista Vaccarini
- Giovanni Battista Venturi
- Giovanni Battista Viotti
- Giovanni Battista Vitali
- Giovanni Battista Volpe
- Giovanni Battista Zupi
- Giovanni Bellini
- Giovanni Bembo
- Giovanni Benedetti
- Giovanni Benedetti (dominicaan)
- Giovanni Benedetto Castiglione
- Giovanni Benedetto Platti
- Giovanni Benelli
- Giovanni Berchet
- Giovanni Bernacchini
- Giovanni Bernaudeau
- Giovanni Bertuccio
- Giovanni Biliverti
- Giovanni Boccaccio
- Giovanni Boldini
- Giovanni Boncoraggio
- Giovanni Bongiorni
- Giovanni Bonzano
- Giovanni Borel
- Giovanni Borelli
- Giovanni Borgi
- Giovanni Borgia
- Giovanni Bosco
- Giovanni Bottesini
- Giovanni Bozzi
- Giovanni Bracco
- Giovanni Bragadin
- Giovanni Brunero
- Giovanni Brusca
- Giovanni Buonaventura Viviani
- Giovanni Burgio
- Giovanni Burrini
- Giovanni Büttner
- Giovanni Cacciatore
- Giovanni Cagliero
- Giovanni Calabria
- Giovanni Caminita
- Giovanni Canestri
- Giovanni Canestrini
- Giovanni Canova
- Giovanni Caprara
- Giovanni Carboni
- Giovanni Carlo Bandi
- Giovanni Carlo Bovio
- Giovanni Carlone
- Giovanni Caràcciolo
- Giovanni Casanova
- Giovanni Caselli
- Giovanni Cazzulani
- Giovanni Celestestadion
- Giovanni Cernogoraz
- Giovanni Ceva
- Giovanni Chacón
- Giovanni Cheli
- Giovanni Codrington
- Giovanni Colombo
- Giovanni Coppa
- Giovanni Cornette
- Giovanni Corrieri
- Giovanni Cossa
- Giovanni Cristoforo Romano
- Giovanni Cuniolo
- Giovanni D'Ercole
- Giovanni D'Urso
- Giovanni De Weerd
- Giovanni Delise
- Giovanni Di Guglielmo
- Giovanni Di Lorenzo
- Giovanni Dolfin
- Giovanni Domenico Cassini
- Giovanni Domenico Cerrini
- Giovanni Dondi dell'Orologio
- Giovanni Doria
- Giovanni Drenthe
- Giovanni Evangelisti
- Giovanni Fabbian
- Giovanni Falcone
- Giovanni Fattori
- Giovanni Federico
- Giovanni Ferrari
- Giovanni Fidanza
- Giovanni Francesco Abela
- Giovanni Francesco Barbarigo
- Giovanni Francesco Busenello
- Giovanni Franken
- Giovanni Frattini
- Giovanni Gabrieli
- Giovanni Gaddi
- Giovanni Galbaio
- Giovanni Galli
- Giovanni Gazzinelli
- Giovanni Gentile
- Giovanni Gerbi
- Giovanni Giacomo Grimaldi
- Giovanni Giocondo
- Giovanni Giolitti
- Giovanni Giorgi
- Giovanni Giustiniani
- Giovanni González
- Giovanni Gorgone
- Giovanni Goria
- Giovanni Gravenbeek
- Giovanni Gronchi
- Giovanni Guidetti
- Giovanni Haag
- Giovanni Hakkenberg
- Giovanni Henskens
- Giovanni Hiwat
- Giovanni II Bentivoglio
- Giovanni Indri
- Giovanni Inghirami
- Giovanni Invernizzi
- Giovanni Kemper
- Giovanni Korporaal
- Giovanni Korte
- Giovanni Krymi
- Giovanni Laini
- Giovanni Lajolo
- Giovanni Lanfranco
- Giovanni Lanza
- Giovanni Latooy
- Giovanni Lavaggi
- Giovanni Legrenzi
- Giovanni Leone
- Giovanni Lercari
- Giovanni Ligasacchi
- Giovanni Linscheer
- Giovanni Lombardi
- Giovanni Lonardi
- Giovanni Losi
- Giovanni Mangiante
- Giovanni Manson Ribeiro
- Giovanni Mansueti
- Giovanni Mantovani
- Giovanni Mardersteig
- Giovanni Maria Bononcini
- Giovanni Mauro
- Giovanni Messe
- Giovanni Micheletto
- Giovanni Michelotti
- Giovanni Michelucci
- Giovanni Mocenigo
- Giovanni Monaldeschi
- Giovanni Morosini
- Giovanni Mossi
- Giovanni Nasalli Rocca di Corneliano
- Giovanni Nevizzano
- Giovanni Niccolo
- Giovanni Niccolò Servandoni
- Giovanni Noè
- Giovanni Orsomando
- Giovanni Pacini
- Giovanni Paisiello
- Giovanni Panico
- Giovanni Paolo Pannini
- Giovanni Papini
- Giovanni Parisi
- Giovanni Pasquale
- Giovanni Passannante
- Giovanni Pellielo
- Giovanni Pennacchio
- Giovanni Pettenella
- Giovanni Piacentini
- Giovanni Pico della Mirandola
- Giovanni Pierluigi da Palestrina
- Giovanni Pietro Bellori
- Giovanni Pietro da Birago
- Giovanni Pisano
- Giovanni Pisano (voetballer)
- Giovanni Plana
- Giovanni Poleni
- Giovanni Pontano
- Giovanni Ponti
- Giovanni Raffaèle
- Giovanni Rappazzo
- Giovanni Ravenberg
- Giovanni Reggio
- Giovanni Renosto
- Giovanni Reyna
- Giovanni Ribisi
- Giovanni Rizzi-Zannoni
- Giovanni Roano e Corrionero
- Giovanni Rossignoli
- Giovanni Rovetta
- Giovanni Rucellai
- Giovanni Saccheri
- Giovanni Saldarini
- Giovanni Scalzo
- Giovanni Scatturin
- Giovanni Schiaparelli
- Giovanni Segantini
- Giovanni Serodine
- Giovanni Serra
- Giovanni Sforza
- Giovanni Sgambati
- Giovanni Siereveld
- Giovanni Silva de Oliveira
- Giovanni Simeone
- Giovanni Sio
- Giovanni Soranzo
- Giovanni Spadolini
- Giovanni Spinelli
- Giovanni Spinelli (aartsbisschop)
- Giovanni Spinelli (diplomaat)
- Giovanni Spinelli (schilder)
- Giovanni Steffè
- Giovanni Strazzer
- Giovanni Stroppa
- Giovanni Tacci Porcelli
- Giovanni Tarditi
- Giovanni Tedeschi
- Giovanni Tjin
- Giovanni Tommasi Ferroni
- Giovanni Trapattoni
- Giovanni Trevano
- Giovanni Troupée
- Giovanni Tubino
- Giovanni Urbani
- Giovanni Valentini
- Giovanni Valetti
- Giovanni Vemba-Duarte
- Giovanni Veneziano
- Giovanni Venturini
- Giovanni Verga
- Giovanni Vermèxio
- Giovanni Vescovi
- Giovanni Villani
- Giovanni Vincenzo Gonzaga
- Giovanni Visconti
- Giovanni Visconti (aartsbisschop)
- Giovanni Visconti (wielrenner)
- Giovanni Visconti d'Oleggio
- Giovanni Waal
- Giovanni Zaratino Castellini
- Giovanni Ziggiotto
- Giovanni d'Alamagna
- Giovanni d'Anastasi
- Giovanni da Asciano
- Giovanni da Milano
- Giovanni da Montecorvino
- Giovanni da Verrazzano
- Giovanni dal Ponte
- Giovanni dalle Bande Nere
- Giovanni de' Bardi
- Giovanni de' Medici
- Giovanni de' Medici il Popolano
- Giovanni de Macque
- Giovanni de Riu
- Giovanni de la Vega
- Giovanni del Biondo
- Giovanni di Bicci de' Medici
- Giovanni di Cosimo de' Medici
- Giovanni di Filippo del Campo
- Giovanni di Naso
- Giovanni di Paolo
- Giovanni di Stefano
- Giovanni van Bronckhorst
- Giovanni van Zwam
- Giovannino Guareschi
- Giovannino de' Grassi

- Gian
- Gian-Luca Itter
- Gian-Reto Plattner
- Gian Battista Mantegazzi
- Gian Battista Rini
- Gian Carlo Menotti
- Gian Carlo Riccardi
- Gian Domenico Borasio
- Gian Domenico Partenio
- Gian Domenico Romagnosi
- Gian Filippo Felicioli
- Gian Francesco Giudice
- Gian Francesco Malipiero
- Gian Franco Legler
- Gian Franco Saba
- Gian Galeazzo Sforza
- Gian Galeazzo Visconti
- Gian Gastone de' Medici
- Gian Giacomo Caprotti da Oreno
- Gian Giorgio Trissino
- Gian Giorgio Trissino (edelman)
- Gian Giorgio Trissino (ruiter)
- Gian Lorenzo Bernini
- Gian Luca Zattini
- Gian Marco Ferrari
- Gian Maria Gabbiani
- Gian Maria Visconti
- Gian Maria Volonté
- Gian Matteo Fagnini
- Gian Matteo Giberti
- Gian Paolo Borghetti
- Gian Piero Gasperini
- Gian Piero Reverberi
- Gian Pietro Gaffori
- Gian Simmen
- Gian Slagter
- Gian van Veen
- Gianalberto Badoaro
- Gianbattista Baronchelli
- Gianbattista Guidotti
- Gianbattista Troiani
- Gianca
- Giancarlo Antognoni
- Giancarlo Astrua
- Giancarlo Baghetti
- Giancarlo Bellini
- Giancarlo Bergamini
- Giancarlo Brusati
- Giancarlo Camolese
- Giancarlo Cornaggia-Medici
- Giancarlo Esposito
- Giancarlo Falappa
- Giancarlo Ferretti
- Giancarlo Fisichella
- Giancarlo Gagliardi
- Giancarlo Giannini
- Giancarlo González
- Giancarlo Guerrini
- Giancarlo Judica Cordiglia
- Giancarlo Maldonado
- Giancarlo Perini
- Giancarlo Polidori
- Giancarlo Raimondi
- Giancarlo Sanchez
- Giancarlo Schiaffini
- Giancarlo Serenelli
- Giancarlo Stanton
- Giandomenico Basso
- Giandomenico Mesto
- Giandro Sambo
- Gianellia
- Gianfar
- Gianfrancesco Malfatti
- Gianfranco Bonera
- Gianfranco Brancatelli
- Gianfranco Calligarich
- Gianfranco Comotti
- Gianfranco Dalla Barba
- Gianfranco Espejo
- Gianfranco Ferré
- Gianfranco Fini
- Gianfranco Ghirlanda
- Gianfranco Morosini
- Gianfranco Pandolfini
- Gianfranco Ravasi
- Gianfranco Rosi
- Gianfranco Rotondi
- Gianfranco Zilioli
- Gianfranco Zola
- Giang Điền
- Giangiacomo Magnani
- Gianh
- Giani Stelian Kiriță
- Gianico
- Gianius aquaedulcis
- Gianius cristolatus
- Gianius densespectinis
- Gianius eximius
- Gianius monnioti
- Gianluca Bezzina
- Gianluca Bortolami
- Gianluca Brambilla
- Gianluca Busio
- Gianluca Caprari
- Gianluca Comotto
- Gianluca Curci
- Gianluca Di Taranto
- Gianluca Farina
- Gianluca Festa
- Gianluca Frabotta
- Gianluca Gaetano
- Gianluca Gaudino
- Gianluca Lapadula
- Gianluca Mager
- Gianluca Maggiore
- Gianluca Mancini
- Gianluca Maria
- Gianluca Mirenda
- Gianluca Nannelli
- Gianluca Nijholt
- Gianluca Pagliuca
- Gianluca Paparesta
- Gianluca Pessotto
- Gianluca Petecof
- Gianluca Pianegonda
- Gianluca Pierobon
- Gianluca Pollefliet
- Gianluca Prestianni
- Gianluca Ramazzotti
- Gianluca Rocchi
- Gianluca Scamacca
- Gianluca Sironi
- Gianluca Tonetti
- Gianluca Vialli
- Gianluca Zambrotta
- Gianluca de Lorenzi
- Gianluigi Buffon
- Gianluigi Donnarumma
- Gianluigi Lentini
- Gianluigi Nuzzi
- Gianluigi Saccaro
- Gianluigi Scalvini
- Gianluigi Stanga
- Gianluigi Trovesi
- Gianmarco Cangiano
- Gianmarco Di Francesco
- Gianmarco Garofoli
- Gianmarco Raimondo
- Gianmarco Tamberi
- Gianmarco Zigoni
- Gianmaria Bruni
- Gianna
- Gianna Beretta Molla
- Gianna Jessen
- Gianna Maria Canale
- Gianna Michaels
- Gianna Nannini
- Gianna Tam
- Gianna Terzi
- Gianna Werbrouck
- Gianne Derks
- Giannella
- Giannelli Imbula
- Gianni Agnelli
- Gianni Ambrosio
- Gianni Amelio
- Gianni Baget Bozzo
- Gianni Beschin
- Gianni Bonichon
- Gianni Bruno
- Gianni Bugno
- Gianni Celati
- Gianni Da Ros
- Gianni De Biasi
- Gianni De Michelis
- Gianni De Neve
- Gianni Faresin
- Gianni Gambi
- Gianni Gebbia
- Gianni Infantino
- Gianni Leoni
- Gianni Lieuw-A-Soe
- Gianni Lonzi
- Gianni Marzotto
- Gianni Mascolo
- Gianni Meersman
- Gianni Morandi
- Gianni Morbidelli
- Gianni Moscon
- Gianni Motta
- Gianni Pittella
- Gianni Rivera
- Gianni Rodari
- Gianni Rodriguez
- Gianni Romme
- Gianni Russo
- Gianni Schicchi
- Gianni Vanhaecke
- Gianni Vattimo
- Gianni Vermeersch
- Gianni Vernetti
- Gianni Versace
- Gianni Verschueren
- Gianni Vets
- Gianni Zuiverloon
- Gianni dos Santos
- Giannina Facio
- Giannis Antetokounmpo
- Giannis Bouzoukis
- Giannis Fivos Botos
- Giannis Gianniotas
- Giannis Gravanis
- Giannis Iatroudis
- Giannis Karagiannis
- Giannis Konstantelias
- Giannis Masouras
- Giannis Mystakidis
- Giannis Zaradoukas
- Giannozzo Manetti
- Giannutri
- Gianny De Leu
- Giano Vetusto
- Giano dell'Umbria
- Gianoglio
- Gianpaolo Bellini
- Gianpaolo Cheula
- Gianpaolo Mondini
- Gianpiero Armani
- Gianpiero Combi
- Gianpiero Lambiase
- Gianpiero Moretti
- Gianpietro Zappa
- Giant
- Giant's Bread
- Giant's Causeway
- Giant's Grave
- Giant's Ring
- Giant-Champion System Pro Cycling
- Giant-Shimano
- Giant-Shimano/2014
- Giant (1956)
- Giant (Halt and Catch Fire)
- Giant (fiets)
- Giant (motorfiets)
- Giant (single)
- Giant Bomb
- Giant Coaster
- Giant Dip
- Giant Forest
- Giant Geyser
- Giant González
- Giant Inverted Boomerang
- Giant Magellan Telescope
- Giant Normal Dwarf
- Giant Pro XC Team
- Giant Sand
- Giant Sequoia National Monument
- Giant Sky Chaser
- Giant Steps
- Giant pink glasses
- Giantess Geyser
- Giants
- Giants (Chicane)
- Giants (Dermot Kennedy)
- Giants Stadium
- Giants of Backgammon
- Gianvito Martinelli
- Gianyar
- Gianyar (plaats)
- Gianyar (regentschap)

- Yannis
- Yannis Anastasiou
- Yannis Dragasakis
- Yannis Goumas
- Yannis Kyriakides
- Yannis M'Bemba
- Yannis Mbombo
- Yannis Moralis
- Yannis Philippakis
- Yannis Rítsos
- Yannis Salibur
- Yannis Stournaras
- Yannis Tafer
- Yannis Voisard
- Yannis Yssaad

- Yanis Begraoui
- Yanis Musuayi
- Yanis Papassarantis
- Yanis Varoufakis